# Ittrium(III)-szulfid
Az ittrium(III)-szulfid (Y2S3) egy szervetlen kémiai vegyület.

## Fordítás
Ez a szócikk részben vagy egészben  a   Yttrium(III) sulfide című angol Wikipédia-szócikk ezen változatának fordításán alapul.  Az eredeti cikk szerkesztőit annak laptörténete sorolja fel. Ez a jelzés csupán a megfogalmazás eredetét és a szerzői jogokat jelzi, nem szolgál a cikkben szereplő információk forrásmegjelöléseként.